# Mykola Onichtchouk
Mykola Onichtchouk (en ukrainien : Микола Васильович Оніщук), né le 26 octobre 1957 est un avocat, ministre de la Justice, membre de la Rada ukrainien.

## Formation
Il a fait des études de droit à l'université Taras Chevtchenko.

## Parcours politique
Il fut ministre de la justice du gouvernement Tymochenko II.
Il fut élu pour la IVe de cession de la Rada, étiquette Pour l'Ukraine unie !, Ve de cession de la Rada, Bloc Notre Ukraine et VIe de cession de la Rada, Bloc Notre Ukraine - Autodéfense populaire.